# Międzynarodowa Federacja Tenisa Stołowego
Międzynarodowa Federacja Tenisa Stołowego (ITTF) – nadrzędna organizacja sportowa w stosunku do wszystkich narodowych związków tenisa stołowego. Pierwszy międzynarodowy turniej odbył się w styczniu 1926 r. w Berlinie. ITTF zajmuje się ciągłym unowocześnianiem przepisów i kontrolą sprzętu (określa, których desek, okładzin, klejów itp. mogą używać zawodnicy). Przeprowadza też międzynarodowe turnieje, np. mistrzostwa świata w tenisie stołowym (ang. Table Tennis World Championships).
Aktualnie jest 210 członków, czyli organizacji podrzędnych ITTF. Swoją siedzibę ma w Lozannie w Szwajcarii. Od 2014 prezydentem ITTF jest Niemiec Thomas Weikert

## Ranking ITTF
Stan na styczeń 2019
TOP 5 – mężczyźni
| Pozycja | Zawodnik          | Punkty |
| ------- | ----------------- | ------ |
| 1       | Fan Zhendong      | 17001  |
| 2       | Xu Xin            | 15835  |
| 3       | Lin Gaoyuan       | 15031  |
| 4       | Harimoto Tomokazu | 14625  |
| 5       | Boll Timo         | 14065  |

TOP 5 – kobiety
| Pozycja | Zawodniczka     | Punkty |
| ------- | --------------- | ------ |
| 1       | Ding Ning       | 16515  |
| 2       | Zhu Yuling      | 16059  |
| 3       | Chen Meng       | 15699  |
| 4       | Ishikawa Kasumi | 15248  |
| 5       | Liu Shiwen      | 15114  |